# Soengh (gmina)
Soengh – gmina (khum) w północno-zachodniej Kambodży, w zachodniej części prowincji Bântéay Méanchey, w dystrykcie ’Âor Chrŏu. Stanowi jedną z 9 gmin dystryktu.

## Miejscowości
Na obszarze gminy położonych jest 8 miejscowości:
- Soeng Lech
- Roka
- Anlong Svay
- Soeng Tboung
- Phkoam
- Pongro
- Tnaot Kandal
- Run